# 威利瓦岩
63°20′S 55°1′W / 63.333°S 55.017°W
威利瓦岩（英語：Williwaw Rocks），是南極洲的岩石，位於茹安維爾島東端，處於穆迪角以南3.7公里，在1953年由英國研究隊測量，現時由南極條約體系管理。
 本条目引用的公有领域材料来自美国地质调查局的文档 《威利瓦岩》 （資料來自地名信息系统）。